# 오스트레일리아의 식물상

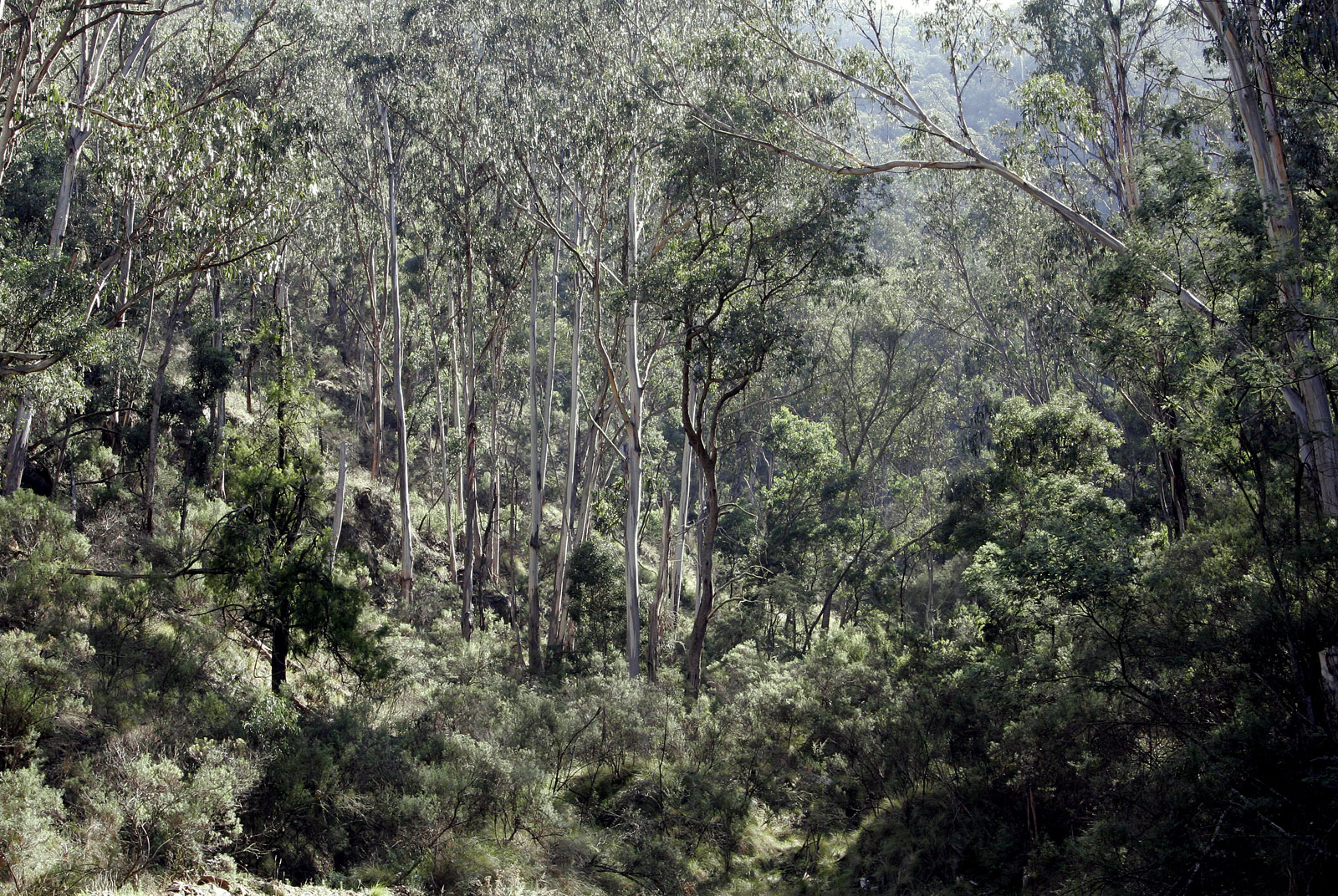

오스트레일리아의 식물상은 21,000종 이상의 관속 식물과 14,000종의 비관속 식물, 250,000종의 균류 및 3,000종 이상의 지의류로 추정되는 방대한 식물종 집합체로 구성되어 있다. 식물상은 곤드와나 식물상과 강한 친화력을 갖고 있으며, 과 이하에는 백악기 이후 대륙 이동과 기후 변화의 영향으로 다양성이 형성되는 고도로 고유한 속씨 식물상이 있다. 오스트레일리아 식물상의 눈에 띄는 특징은 경화형(scleromorphy)과 세로티닌(serotiny)을 포함하는 건조함과 불에 대한 적응이다. 이러한 적응은 크고 잘 알려진 프로테아과(뱅크시아속), 도금양과(유칼립투스속- 고무나무) 및 콩과(아카시아속)의 종에서 흔히 나타난다.
약 50,000년 전 인간이 도착하고 1788년부터 유럽인이 정착하면서 식물상에 큰 영향을 미쳤다. 원주민의 불막대 농업은 시간이 지남에 따라 식물종의 분포에 큰 변화를 가져왔고, 1788년 이후 농업과 도시 개발을 위한 대규모 식생의 변형이나 파괴는 대부분의 육상 생태계의 구성을 변화시켰다. 2006년까지 61종의 식물이 멸종되고, 1000종이 넘는 식물이 위험에 처해 있다.
오스트레일리아의 산림 피복은 전체 토지 면적의 약 17%로, 1990년 133,882,200헥타르(ha)에서 2020년 134,005,100헥타르(ha)에 해당한다. 2020년 자연 재생 산림은 131,614,800헥타르(ha)를 덮고 식재되었다. 숲으로 덮힌 2,390,300헥타르(ha). 자연 재생 숲 중 0%가 원시림(인간 활동의 뚜렷한 가시적 징후가 없는 자생 수종으로 구성)인 것으로 보고되었으며, 산림 면적의 약 18%가 보호 지역 내에서 발견되었다. 2015년에는 산림 면적의 67%가 공공 소유인 것으로 보고되었으며, 32%는 개인 소유, 1%는 기타 또는 알려지지 않은 소유권으로 등록되어 있다.